# Oleg Gontsjarenko
Oleg Georgijevitsj Gontsjarenko (Russisch: Олег Георгиевич Гончаренко) (Charkov, 18 augustus 1931 – Moskou, 16 december 1986) was een Russisch langebaanschaatser.
Oleg Gontsjarenko nam aan alle drie grote internationale schaatskampioenschappen deel die in zijn schaatsperiode werden verreden. Hij debuteerde op 22-jarige leeftijd op het WK van 1953 waar hij, dankzij de lange afstanden, gelijk de hoogste trede van het podium behaalde, zowel op de 5000, de 10.000 meter als in het eindklassement.
Dat Gontsjarenko geen eendagsvlieg was bleek de jaren erna toen hij wederom om de prijzen streed bij de allround kampioenschappen. Zijn eerstvolgende gouden medaille kreeg hij omgehangen op het WK van 1956 in Oslo. Twee weken daarvoor mocht hij bij zijn eerste deelname aan de Olympische Winterspelen tweemaal het olympische podium bestijgen. Zowel op de 5000 als de 10.000 meter won Gontsjarenko de bronzen medaille. In 1957 werd hij voor het eerst Europees kampioen, ook in Oslo. Een jaar later behaalde hij zijn tweede Europese titel en zijn derde wereldtitel. Bij zijn tweede deelname aan de Winterspelen (1960) werd hij zesde op de 5000 meter.
Nationaal nam hij zes keer plaats op het erepodium bij de allroundkampioenschappen van de Sovjet-Unie, in 1956 en 1958 werd hij kampioen, in 1953, 1954, 1957 en 1960 tweede.

## Resultaten
| Jaar | EK Allround | WK Allround | Olympische Spelen |
| ---- | ----------- | ----------- | ----------------- |
| 1953 |             | Goud        |                   |
| 1954 | 4e          | Zilver      |                   |
| 1955 | Zilver      | Zilver      |                   |
| 1956 | 5e          | Goud        | 5000m · 10.000m   |
| 1957 | Goud        | 4e          |                   |
| 1958 | Goud        | Goud        |                   |
| 1959 | 6e          | 7e          |                   |
| 1960 | 6e          | 9e          | 6e 5000m          |
| 1961 | 8e          | 12e         |                   |

### Medaillespiegel
| Kampioenschap     | Goud · | Zilver · | Brons · |
| ----------------- | ------ | -------- | ------- |
| EK Allround       | 2      | 1        | 0       |
| WK Allround       | 3      | 2        | 0       |
| Olympische Spelen | 0      | 0        | 2       |

## Persoonlijke records
| Afstand      | Tijd    | Datum            | Baan         |
| ------------ | ------- | ---------------- | ------------ |
| 500 meter    | 42,2    | 4 januari 1960   | Almaty       |
| 1500 meter   | 2.11,6  | 28 februari 1960 | Squaw Valley |
| 3000 meter   | 4.49,4  | 30 januari 1960  | Davos        |
| 5000 meter   | 7.57,5  | 29 januari 1956  | Misurina     |
| 10.000 meter | 16.36,4 | 21 januari 1956  | Davos        |

Onofficiële Europese kampioenschappen

1891: Onbeslist ·
1892: Onbeslist · 
1946: Göthe Hedlund 

Officiële Europese kampioenschappen

1893: Rudolf Ericson · 
1894: Onbeslist ·
1895: Alfred Næss · 
1896: Julius Seyler · 
1897: Julius Seyler · 
1898: Gustaf Estlander · 
1899: Peder Østlund · 
1900: Peder Østlund · 
1901: Rudolf Gundersen · 
1902: Johan Schwartz · 
1903: Onbeslist ·
1904: Rudolf Gundersen · 
1905: Johan Vikander · 
1906: Rudolf Gundersen · 
1907: Moje Öholm · 
1908: Moje Öholm · 
1909: Oscar Mathisen · 
1910: Nikolaj Stroennikov · 
1911: Nikolaj Stroennikov · 
1912: Oscar Mathisen · 
1913: Vasilij Ippolitov · 
1914: Oscar Mathisen · 
1922: Clas Thunberg · 
1923: Harald Strøm · 
1924: Roald Larsen · 
1925: Otto Polacsek · 
1926: Julius Skutnabb · 
1927: Bernt Evensen · 
1928: Clas Thunberg · 
1929: Ivar Ballangrud · 
1930: Ivar Ballangrud · 
1931: Clas Thunberg · 
1932: Clas Thunberg · 
1933: Ivar Ballangrud · 
1934: Michael Staksrud · 
1935: Karl Wazulek · 
1936: Ivar Ballangrud · 
1937: Michael Staksrud · 
1938: Charles Mathiesen · 
1939: Alfons Bērziņš · 
1947: Åke Seyffarth · 
1948: Reidar Liaklev · 
1949: Sverre Farstad · 
1950: Hjalmar Andersen · 
1951: Hjalmar Andersen · 
1952: Hjalmar Andersen · 
1953: Kees Broekman · 
1954: Boris Sjilkov · 
1955: Sigge Ericsson · 
1956: Jevgeni Grisjin · 
1957: Oleg Gontsjarenko · 
1958: Oleg Gontsjarenko · 
1959: Knut Johannesen · 
1960: Knut Johannesen · 
1961: Viktor Kositsjkin · 
1962: Robert Merkoelov · 
1963: Nils Egil Aaness · 
1964: Ants Antson · 
1965: Eduard Matoesevitsj · 
1966: Ard Schenk · 
1967: Kees Verkerk · 
1968: Fred Anton Maier · 
1969: Dag Fornæss · 
1970: Ard Schenk · 
1971: Dag Fornæss · 
1972: Ard Schenk · 
1973: Göran Claeson · 
1974: Göran Claeson · 
1975: Sten Stensen · 
1976: Kay Arne Stenshjemmet · 
1977: Jan Egil Storholt · 
1978: Sergej Martsjoek · 
1979: Jan Egil Storholt · 
1980: Kay Arne Stenshjemmet · 
1981: Amund Sjøbrend · 
1982: Tomas Gustafson · 
1983: Hilbert van der Duim · 
1984: Hilbert van der Duim · 
1985: Hein Vergeer · 
1986: Hein Vergeer · 
1987: Nikolaj Goeljajev · 
1988: Tomas Gustafson · 
1989: Leo Visser · 
1990: Bart Veldkamp · 
1991: Johann Olav Koss · 
1992: Falko Zandstra · 
1993: Falko Zandstra · 
1994: Rintje Ritsma · 
1995: Rintje Ritsma · 
1996: Rintje Ritsma · 
1997: Ids Postma · 
1998: Rintje Ritsma · 
1999: Rintje Ritsma · 
2000: Rintje Ritsma · 
2001: Dmitri Sjepel · 
2002: Jochem Uytdehaage · 
2003: Gianni Romme · 
2004: Mark Tuitert · 
2005: Jochem Uytdehaage · 
2006: Enrico Fabris · 
2007: Sven Kramer · 
2008: Sven Kramer · 
2009: Sven Kramer · 
2010: Sven Kramer · 
2011: Ivan Skobrev · 
2012: Sven Kramer · 
2013: Sven Kramer · 
2014: Jan Blokhuijsen · 
2015: Sven Kramer · 
2016: Sven Kramer · 
2017: Sven Kramer · 
2019: Sven Kramer · 
2021: Patrick Roest · 
2023: Patrick Roest · 
2025: Sander Eitrem